# Atika bint Abdul Muttalib
Atika bint Abdul Muttalib byla teta islámského proroka Mohameda.

## Život
Atika se narodila v Mekce. Byla dcerou Abdula Muttaliba ibn Hašima a Fatimy bint Amr, která pocházela z kmene Makhzum pod vládou Kurajšovců.
Provdala se za Omara ibn Wahaba ibn Abd al-Uzza a společně měli syna Zuhaira.
Podruhé se provdala za Abu Umayyu ibn Al-Mughiru z kmene Makhzum a stala se tak nevlastní matkou Umm Salamy. Společně měli 3 děti - Abdullaha, Zuhayra a Kurajbu.
V březnu roku 624 svému bratru Abbasovi pověděla o svém děsivém snu. Zdálo se jí, že k Mekce přijel velbloud a jeho jezdec křičel: "Pojďte, ó lidé, a nenechávejte své muže čelit katastrofě, která přijde za tři dny!" Poté muž vyšplhal na horu a z ní dolů hodil kámen, který se roztříštil a poničil každou budovu ve městě. Abbas Atiku poprosil, aby nikomu o svém snu nic neříkala. On sám to však řekl svému přítel, ten to sdělil svému otci a nakonec o snu věděli všichni v Mekce. Za tři dny na Mekku skutečně zaútočili Kurajšovci a muslimové byli z města vyhnáni.
Atika se stala muslimkou v Mekce a následovala svého synovce při Hidžře do Medíny.